# Comdex
Il COMDEX (acronimo dell'inglese "computer dealers' exhibition", "esposizione dei rivenditori del computer") è stato una fiera informatica in cui le case produttrici di hardware e software presentavano al pubblico i loro prodotti. Tra le più importanti fiere informatiche degli Stati Uniti e quindi del mondo (visto il ruolo importante che gli Stati Uniti hanno sempre rivestito a livello internazionale in ambito informatico), si è tenuto in vari paesi del mondo tra il 1979 e il 2005.
Inizialmente la fiera era riservata ai rivenditori e ai distributori. Nel 1979 la prima edizione ha avuto 157 espositori e 4.000 visitatori. Nel 1981 la prima edizione estiva della fiera ha avuto 237 espositori e 11.000 visitatori. Nel periodo di massimo successo, alcune edizioni tenute negli Stati Uniti alla fine del secolo scorso hanno superato i 2.000 espositori e i 200.000 visitatori.

## Storia
La fiera è stata creata dal The Interface Group (avente tra i proprietari Sheldon Adelson). Nel 1995 la fiera è stata venduta alla giapponese SoftBank Corporation e nel 2001 alla statunitense Key3Media Group. Dopo un temporaneo fallimento, Key3Media Group è rinata nel 2003 come MediaLive International.

## Edizioni
La tabella seguente riporta le varie edizioni del COMDEX. Di ogni edizione sono riportati l'anno e i giorni in cui si è svolta l'edizione, la città e il paese dove si è svolta l'edizione e il nome dell'edizione.
| anno | giorni                      | città             | paese          | edizione                                  | n.  |
| ---- | --------------------------- | ----------------- | -------------- | ----------------------------------------- | --- |
| 1979 | 3 dicembre – 5 dicembre     | Las Vegas         | Stati Uniti    | COMDEX '79                                | 1   |
| 1980 | 19 novembre – 22 novembre   | Las Vegas         | Stati Uniti    | COMDEX '80                                | 2   |
| 1981 | 23 giugno – 25 giugno       | New York          | Stati Uniti    | COMDEX/Spring '81                         | 3   |
| 1981 | 19 novembre – 22 novembre   | Las Vegas         | Stati Uniti    | COMDEX '81                                | 4   |
| 1982 | 28 giugno – 30 giugno       | Atlantic City     | Stati Uniti    | COMDEX/Spring '82                         | 5   |
| 1982 | 8 novembre – 11 novembre    | Amsterdam         | Paesi Bassi    | COMDEX/Europe '82                         | 6   |
| 1982 | 29 novembre – 2 dicembre    | Las Vegas         | Stati Uniti    | COMDEX/Fall '82                           | 7   |
| 1983 | 26 aprile – 29 aprile       | Atlanta           | Stati Uniti    | COMDEX/Spring '83                         | 8   |
| 1983 | 24 ottobre – 27 ottobre     | Amsterdam         | Paesi Bassi    | COMDEX/Europe '83                         | 9   |
| 1983 | 28 novembre – 2 dicembre    | Las Vegas         | Stati Uniti    | COMDEX/Fall '83                           | 10  |
| 1984 | 5 aprile – 7 aprile         | Los Angeles       | Stati Uniti    | COMDEX/Winter '84                         | 11  |
| 1984 | 22 maggio – 25 maggio       | Atlanta           | Stati Uniti    | COMDEX/Spring '84                         | 12  |
| 1984 | 29 ottobre – 1º novembre    | Amsterdam         | Paesi Bassi    | COMDEX/Europe '84                         | 13  |
| 1984 | 14 novembre – 18 novembre   | Las Vegas         | Stati Uniti    | COMDEX/Fall '84                           | 14  |
| 1985 | 21 marzo – 24 marzo         | Anaheim           | Stati Uniti    | COMDEX/Winter '85                         | 15  |
| 1985 | 26 marzo – 28 marzo         | Tokyo             | Giappone       | COMDEX in Japan '85                       | 16  |
| 1985 | 6 maggio – 7 maggio         | Atlanta           | Stati Uniti    | COMDEX/Spring '85                         | 17  |
| 1985 | 14 ottobre – 18 ottobre     | Amsterdam         | Paesi Bassi    | COMDEX/Europe '85                         | 18  |
| 1985 | 20 novembre – 24 novembre   | Las Vegas         | Stati Uniti    | COMDEX/Fall '85                           | 19  |
| 1986 | 3 marzo – 5 marzo           | Tokyo             | Giappone       | COMDEX in Japan '86                       | 20  |
| 1986 | 1º aprile – 3 aprile        | Los Angeles       | Stati Uniti    | COMDEX/Winter '86                         | 21  |
| 1986 | 28 aprile – 1º maggio       | Atlanta           | Stati Uniti    | COMDEX/Spring '86                         | 22  |
| 1986 | 12 maggio – 24 maggio       | Amsterdam         | Paesi Bassi    | COMDEX/Europe '86                         | 23  |
| 1986 | 10 giugno – 12 giugno       | Nizza             | Francia        | COMDEX International in Europe '86        | 24  |
| 1986 | 2 settembre – 5 settembre   | Sydney            | Australia      | COMDEX/Australia '86                      | 25  |
| 1986 | 10 novembre – 14 novembre   | Las Vegas         | Stati Uniti    | COMDEX/Fall '86                           | 26  |
| 1987 | 3 marzo – 5 marzo           | Tokyo             | Giappone       | COMDEX in Japan '87                       | 27  |
| 1987 | 1º giugno – 4 giugno        | Atlanta           | Stati Uniti    | COMDEX/Spring '87                         | 28  |
| 1987 | 16 giugno – 18 giugno       | Nizza             | Francia        | COMDEX International in Europe '87        | 29  |
| 1987 | 19 agosto – 21 agosto       | Sydney            | Australia      | COMDEX/Australia '87                      | 30  |
| 1987 | 2 novembre – 6 novembre     | Las Vegas         | Stati Uniti    | COMDEX/Fall '87                           | 31  |
| 1988 | 9 maggio – 12 maggio        | Atlanta           | Stati Uniti    | COMDEX/Spring '88                         | 32  |
| 1988 | 14 novembre – 18 novembre   | Las Vegas         | Stati Uniti    | COMDEX/Fall '88                           | 33  |
| 1989 | 10 aprile – 13 aprile       | Chicago           | Stati Uniti    | COMDEX/Spring '89                         | 34  |
| 1989 | 13 novembre – 17 novembre   | Las Vegas         | Stati Uniti    | COMDEX/Fall '89                           | 35  |
| 1990 | 23 aprile – 28 aprile       | Parigi            | Francia        | COMDEX/Europe at SICOB '90                | 36  |
| 1990 | 3 giugno – 6 giugno         | Atlanta           | Stati Uniti    | COMDEX/Spring '90                         | 37  |
| 1990 | 12 novembre – 16 novembre   | Las Vegas         | Stati Uniti    | COMDEX/Classic '90                        | 38  |
| 1991 | 20 maggio – 23 maggio       | Atlanta           | Stati Uniti    | COMDEX/Spring '91                         | 39  |
| 1991 | 21 ottobre – 25 ottobre     | Las Vegas         | Stati Uniti    | COMDEX/Fall '91                           | 40  |
| 1992 | 6 aprile – 9 aprile         | Chicago           | Stati Uniti    | COMDEX/Spring '92                         | 41  |
| 1992 | 14 settembre – 18 settembre | San Paolo         | Brasile        | COMDEX/Sucesu-SP South America '92        | 42  |
| 1992 | 16 novembre – 20 novembre   | Las Vegas         | Stati Uniti    | COMDEX/Fall '92                           | 43  |
| 1993 | 25 maggio – 28 maggio       | Atlanta           | Stati Uniti    | COMDEX/Spring '93                         | 44  |
| 1993 | 13 luglio – 15 luglio       | Toronto           | Canada         | COMDEX/Canada '93                         | 45  |
| 1993 | 23 agosto – 27 agosto       | San Paolo         | Brasile        | COMDEX/Sucesu-SP South America '93        | 46  |
| 1993 | 15 novembre – 19 novembre   | Las Vegas         | Stati Uniti    | COMDEX/Fall '93                           | 47  |
| 1994 | 22 marzo – 25 marzo         | Rio de Janeiro    | Brasile        | COMDEX/Sucesu-Rio '94                     | 48  |
| 1994 | 23 maggio – 26 maggio       | Atlanta           | Stati Uniti    | COMDEX/Spring '94                         | 49  |
| 1994 | 13 luglio – 15 luglio       | Toronto           | Canada         | COMDEX/Canada '94                         | 50  |
| 1994 | 12 settembre – 16 settembre | San Paolo         | Brasile        | COMDEX/Sucesu-SP South America '94        | 51  |
| 1994 | 14 novembre – 18 novembre   | Las Vegas         | Stati Uniti    | COMDEX/Fall '94                           | 52  |
| 1995 | 16 gennaio – 18 gennaio     | Vancouver         | Canada         | COMDEX/PacRim '95                         | 53  |
| 1995 | 4 aprile – 7 aprile         | Rio de Janeiro    | Brasile        | COMDEX/Sucesu-Rio '95                     | 54  |
| 1995 | 24 aprile – 28 aprile       | Atlanta           | Stati Uniti    | COMDEX/Spring '95                         | 55  |
| 1995 | 12 luglio – 14 luglio       | Toronto           | Canada         | COMDEX/Canada '95                         | 56  |
| 1995 | 15 agosto – 18 agosto       | San Paolo         | Brasile        | COMDEX/Sucesu-SP South America '95        | 57  |
| 1995 | 13 novembre – 17 novembre   | Las Vegas         | Stati Uniti    | COMDEX/Fall '95                           | 58  |
| 1996 | 16 gennaio – 18 gennaio     | Vancouver         | Canada         | COMDEX/PacRim '96                         | 59  |
| 1996 | 8 aprile – 11 aprile        | Rio de Janeiro    | Brasile        | COMDEX/Sucesu-Rio '96                     | 60  |
| 1996 | 23 aprile – 26 aprile       | Londra            | Regno Unito    | COMDEX/UK '96                             | 61  |
| 1996 | 3 giugno – 6 giugno         | Chicago           | Stati Uniti    | COMDEX/Spring '96                         | 62  |
| 1996 | 10 luglio – 12 luglio       | Toronto           | Canada         | COMDEX/Canada '96                         | 63  |
| 1996 | 10 settembre – 13 settembre | San Paolo         | Brasile        | COMDEX/Sucesu-SP South America '96        | 64  |
| 1996 | 25 settembre – 27 settembre | Singapore         | Singapore      | COMDEX/Asia at Singapore Informatics '96  | 65  |
| 1996 | 8 ottobre – 10 ottobre      | Montréal          | Canada         | COMDEX/SCIB '96                           | 66  |
| 1996 | 18 novembre – 22 novembre   | Las Vegas         | Stati Uniti    | COMDEX/Fall '96                           | 67  |
| 1996 | 4 dicembre – 6 dicembre     | Miami Beach       | Stati Uniti    | COMDEX/HispanoAmerica '96                 | 68  |
| 1996 | 4 dicembre – 7 dicembre     | Nuova Delhi       | India          | COMDEX/IT India '96                       | 69  |
| 1997 | 21 gennaio – 23 gennaio     | Vancouver         | Canada         | COMDEX/PacRim '97                         | 70  |
| 1997 | 25 febbraio – 28 febbraio   | Città del Messico | Messico        | COMDEX/Mexico '97                         | 71  |
| 1997 | 25 febbraio – 1º marzo      | Pechino           | Cina           | COMDEX/China '97                          | 72  |
| 1997 | 8 aprile – 11 aprile        | Rio de Janeiro    | Brasile        | COMDEX/Sucesu-Rio '97                     | 73  |
| 1997 | 8 aprile – 11 aprile        | Tokyo             | Giappone       | COMDEX/Japan '97                          | 74  |
| 1997 | 20 maggio – 23 maggio       | Buenos Aires      | Argentina      | COMDEX/INFOCOM Argentina '97              | 75  |
| 1997 | 2 giugno – 5 giugno         | Atlanta           | Stati Uniti    | COMDEX/Spring '97                         | 76  |
| 1997 | 9 luglio – 11 luglio        | Toronto           | Canada         | COMDEX/Canada '97                         | 77  |
| 1997 | 26 agosto – 30 agosto       | Seul              | Corea del Sud  | COMDEX/Korea '97                          | 78  |
| 1997 | 7 ottobre – 9 ottobre       | Singapore         | Singapore      | COMDEX/Asia at Singapore Informatics '97  | 79  |
| 1997 | 17 novembre – 21 novembre   | Las Vegas         | Stati Uniti    | COMDEX/Fall '97                           | 80  |
| 1997 | 3 dicembre – 6 dicembre     | Nuova Delhi       | India          | COMDEX/IT India '97                       | 81  |
| 1997 | 9 dicembre – 11 dicembre    | Miami Beach       | Stati Uniti    | COMDEX/Miami '97                          | 82  |
| 1998 | 20 gennaio – 22 gennaio     | Vancouver         | Canada         | COMDEX/PacRim '98                         | 83  |
| 1998 | 2 febbraio – 6 febbraio     | Parigi            | Francia        | COMDEX/France '98                         | 84  |
| 1998 | 24 febbraio – 27 febbraio   | Città del Messico | Messico        | COMDEX/Mexico '98                         | 85  |
| 1998 | 24 marzo – 27 marzo         | Pechino           | Cina           | COMDEX/China '98                          | 86  |
| 1998 | 31 marzo – 5 aprile         | Rio de Janeiro    | Brasile        | COMDEX/Sucesu-Rio '98                     | 87  |
| 1998 | 6 aprile – 9 aprile         | Tokyo             | Giappone       | COMDEX/Japan '98                          | 88  |
| 1998 | 20 aprile – 23 aprile       | Chicago           | Stati Uniti    | COMDEX/Spring '98                         | 89  |
| 1998 | 19 maggio – 22 maggio       | Buenos Aires      | Argentina      | COMDEX/INFOCOM Argentina '98              | 90  |
| 1998 | 23 maggio – 26 maggio       | Il Cairo          | Egitto         | COMDEX/Egypt '98                          | 91  |
| 1998 | 8 luglio – 10 luglio        | Toronto           | Canada         | COMDEX/Canada '98                         | 92  |
| 1998 | 31 agosto – 4 settembre     | San Paolo         | Brasile        | COMDEX/Sucesu-SP Brazil '98               | 93  |
| 1998 | 8 settembre – 10 settembre  | San Francisco     | Stati Uniti    | COMDEX/Enterprise West '98                | 94  |
| 1998 | 8 settembre – 12 settembre  | Seul              | Corea del Sud  | COMDEX/Korea '98                          | 95  |
| 1998 | 15 settembre – 17 settembre | Miami Beach       | Stati Uniti    | COMDEX/Miami '98                          | 96  |
| 1998 | 23 settembre – 25 settembre | Singapore         | Singapore      | COMDEX/Asia at Singapore Informatics '98  | 97  |
| 1998 | 28 settembre – 1º ottobre   | Francoforte       | Germania       | COMDEX/Enterprise Frankfurt '98           | 98  |
| 1998 | 6 ottobre – 8 ottobre       | Montréal          | Canada         | COMDEX/Quebec '98                         | 99  |
| 1998 | 6 ottobre – 8 ottobre       | Londra            | Regno Unito    | COMDEX/UK '98                             | 100 |
| 1998 | 16 novembre – 20 novembre   | Las Vegas         | Stati Uniti    | COMDEX/Fall '98                           | 101 |
| 1998 | 2 dicembre – 5 dicembre     | Nuova Delhi       | India          | COMDEX/IT India '98                       | 102 |
| 1998 | 8 dicembre – 10 dicembre    | New York          | Stati Uniti    | COMDEX/Enterprise East '98                | 103 |
| 1999 | 11 gennaio – 13 gennaio     | Vancouver         | Canada         | COMDEX/Canada West '99                    | 104 |
| 1999 | 8 febbraio – 12 febbraio    | Parigi            | Francia        | COMDEX/IT France '99                      | 105 |
| 1999 | 23 marzo – 26 marzo         | Pechino           | Cina           | COMDEX/China '99                          | 106 |
| 1999 | 19 aprile – 22 aprile       | Chicago           | Stati Uniti    | COMDEX/Spring '99                         | 107 |
| 1999 | 15 maggio – 18 maggio       | Il Cairo          | Egitto         | COMDEX/Egypt '99                          | 108 |
| 1999 | 25 maggio – 28 maggio       | Città del Messico | Messico        | COMDEX/Mexico '99                         | 109 |
| 1999 | 1º giugno – 4 giugno        | Buenos Aires      | Argentina      | COMDEX/INFOCOM Argentina '99              | 110 |
| 1999 | 14 luglio – 16 luglio       | Toronto           | Canada         | COMDEX/Canada '99                         | 111 |
| 1999 | 16 agosto – 20 agosto       | San Paolo         | Brasile        | COMDEX/Sucesu-SP Brazil '99               | 112 |
| 1999 | 24 agosto – 27 agosto       | Seul              | Corea del Sud  | COMDEX/Korea '99                          | 113 |
| 1999 | 28 settembre – 30 settembre | Miami Beach       | Stati Uniti    | COMDEX/Miami '99                          | 114 |
| 1999 | 5 ottobre – 7 ottobre       | Montréal          | Canada         | COMDEX/Quebec '99                         | 115 |
| 1999 | 9 novembre – 12 novembre    | Tokyo             | Giappone       | COMDEX/Japan '99                          | 116 |
| 1999 | 15 novembre – 19 novembre   | Las Vegas         | Stati Uniti    | COMDEX/Fall '99                           | 117 |
| 1999 | 30 novembre – 2 dicembre    | Tel Aviv          | Israele        | COMDEX/Israel '99                         | 118 |
| 1999 | 8 dicembre – 11 dicembre    | Nuova Delhi       | India          | COMDEX/IT India '99                       | 119 |
| 2000 | 19 gennaio – 21 gennaio     | Vancouver         | Canada         | COMDEX/Canada West 2000                   | 120 |
| 2000 | 16 marzo – 19 marzo         | Atene             | Grecia         | COMDEX/Greece 2000                        | 121 |
| 2000 | 28 marzo – 30 marzo         | Parigi            | Francia        | COMDEX/Paris 2000                         | 122 |
| 2000 | 5 aprile – 7 aprile         | Singapore         | Singapore      | COMDEX/Asia at Singapore Informatics 2000 | 123 |
| 2000 | 9 aprile – 13 aprile        | Gedda             | Arabia Saudita | COMDEX/Saudi Arabia 2000                  | 124 |
| 2000 | 25 aprile – 28 aprile       | Chicago           | Stati Uniti    | COMDEX/Spring 2000                        | 125 |
| 2000 | 26 aprile – 29 aprile       | Pechino           | Cina           | COMDEX/China 2000                         | 126 |
| 2000 | 16 maggio – 19 maggio       | Città del Messico | Messico        | COMDEX/Mexico 2000                        | 127 |
| 2000 | 16 maggio – 19 maggio       | Buenos Aires      | Argentina      | COMDEX/INFOCOM Argentina 2000             | 128 |
| 2000 | 28 maggio – 31 maggio       | Il Cairo          | Egitto         | COMDEX/Egypt 2000                         | 129 |
| 2000 | 12 luglio – 14 luglio       | Toronto           | Canada         | COMDEX/Canada 2000                        | 130 |
| 2000 | 16 agosto – 20 agosto       | San Paolo         | Brasile        | COMDEX/Sucesu-SP Brazil 2000              | 131 |
| 2000 | 23 agosto – 26 agosto       | Seul              | Corea del Sud  | COMDEX/Korea 2000                         | 132 |
| 2000 | 26 settembre – 28 settembre | Tel Aviv          | Israele        | COMDEX/Israel 2000                        | 133 |
| 2000 | 26 settembre – 29 settembre | Basilea           | Svizzera       | ORBIT/COMDEX Europe 2000                  | 134 |
| 2000 | 28 settembre – 30 settembre | Miami Beach       | Stati Uniti    | COMDEX/Miami 2000                         | 135 |
| 2000 | 3 ottobre – 6 ottobre       | Johannesburg      | Sudafrica      | COMDEX/South Africa 2000                  | 136 |
| 2000 | 23 ottobre – 27 ottobre     | Sydney            | Australia      | COMDEX/Sydney 2000                        | 137 |
| 2000 | 24 ottobre – 26 ottobre     | Montréal          | Canada         | COMDEX/Quebec 2000                        | 138 |
| 2000 | 13 novembre – 17 novembre   | Las Vegas         | Stati Uniti    | COMDEX/Fall 2000                          | 139 |
| 2000 | 6 dicembre – 9 dicembre     | Nuova Delhi       | India          | COMDEX/India 2000                         | 140 |
| 2001 | 15 febbraio – 18 febbraio   | Atene             | Grecia         | COMDEX/Greece 2001                        | 141 |
| 2001 | 13 marzo – 15 marzo         | Vancouver         | Canada         | COMDEX/Canada West 2001                   | 142 |
| 2001 | 2 aprile – 5 aprile         | Chicago           | Stati Uniti    | COMDEX/Spring 2001                        | 143 |
| 2001 | 4 aprile – 7 aprile         | Pechino           | Cina           | COMDEX/China 2001                         | 144 |
| 2001 | 10 aprile – 12 aprile       | Singapore         | Singapore      | COMDEX/Asia at Singapore Informatics 2001 | 145 |
| 2001 | 16 aprile – 19 aprile       | Gedda             | Arabia Saudita | COMDEX/Saudi Arabia 2001                  | 146 |
| 2001 | 15 maggio – 17 maggio       | Brisbane          | Australia      | COMDEX/Brisbane 2001                      | 147 |
| 2001 | 15 maggio – 18 maggio       | Città del Messico | Messico        | COMDEX/Mexico 2001                        | 148 |
| 2001 | 3 luglio – 6 luglio         | Buenos Aires      | Argentina      | COMDEX/INFOCOM Argentina 2001             | 149 |
| 2001 | 11 luglio – 13 luglio       | Toronto           | Canada         | COMDEX/Canada 2001                        | 150 |
| 2001 | 23 agosto – 26 agosto       | Seul              | Corea del Sud  | COMDEX/Korea 2001                         | 151 |
| 2001 | 25 settembre – 28 settembre | Basilea           | Svizzera       | ORBIT/COMDEX Europe 2001                  | 152 |
| 2001 | 23 ottobre – 25 ottobre     | Tel Aviv          | Israele        | COMDEX/Israel 2001                        | 153 |
| 2001 | 12 novembre – 16 novembre   | Las Vegas         | Stati Uniti    | COMDEX/Fall 2001                          | 154 |
| 2002 | 17 gennaio – 20 gennaio     | Atene             | Grecia         | COMDEX/Greece 2002                        | 155 |
| 2002 | 22 gennaio – 24 gennaio     | Göteborg          | Svezia         | COMDEX/Nordic 2002                        | 156 |
| 2002 | 4 marzo – 7 marzo           | Chicago           | Stati Uniti    | COMDEX/Spring 2002                        | 157 |
| 2002 | 5 marzo – 7 marzo           | Sydney            | Australia      | IT COMDEX Sydney 2002                     | 158 |
| 2002 | 12 marzo – 14 marzo         | Vancouver         | Canada         | COMDEX/Canada West 2002                   | 159 |
| 2002 | 26 marzo – 28 marzo         | Parigi            | Francia        | FIHT COMDEX 2002                          | 160 |
| 2002 | 1º aprile – 4 aprile        | Gedda             | Arabia Saudita | COMDEX/Saudi Arabia 2002                  | 161 |
| 2002 | 17 aprile – 20 aprile       | Pechino           | Cina           | COMDEX/China 2002                         | 162 |
| 2002 | 10 luglio – 12 luglio       | Toronto           | Canada         | COMDEX/Canada 2002                        | 163 |
| 2002 | 18 agosto – 23 agosto       | San Paolo         | Brasile        | COMDEX/Sucesu-SP Brazil 2002              | 164 |
| 2002 | 26 agosto – 29 agosto       | Seul              | Corea del Sud  | COMDEX/Korea & INTEROP 2002               | 165 |
| 2002 | 4 settembre – 6 settembre   | Melbourne         | Australia      | IT COMDEX Melbourne 2002                  | 166 |
| 2002 | 9 settembre – 12 settembre  | Atlanta           | Stati Uniti    | COMDEX Atlanta 2002                       | 167 |
| 2002 | 24 settembre – 27 settembre | Basilea           | Svizzera       | ORBIT/COMDEX Europe 2002                  | 168 |
| 2002 | 22 ottobre – 24 ottobre     | Montréal          | Canada         | COMDEX Montreal 2002                      | 169 |
| 2002 | 18 novembre – 22 novembre   | Las Vegas         | Stati Uniti    | COMDEX/Fall 2002                          | 170 |
| 2003 | 14 gennaio – 16 gennaio     | Göteborg          | Svezia         | COMDEX/Scandinavia 2003                   | 171 |
| 2003 | 20 febbraio – 23 febbraio   | Atene             | Grecia         | COMDEX/Greece 2003                        | 172 |
| 2003 | 1º aprile – 3 aprile        | Parigi            | Francia        | FIHT COMDEX 2003                          | 173 |
| 2003 | 1º aprile – 4 aprile        | Pechino           | Cina           | COMDEX/China 2003                         | 174 |
| 2003 | 18 agosto – 21 agosto       | Seul              | Corea del Sud  | COMDEX/Korea & NetWorld+INTEROP 2003      | 175 |
| 2003 | 19 agosto – 22 agosto       | San Paolo         | Brasile        | COMDEX/Sucesu-SP Brazil 2003              | 176 |
| 2003 | 24 settembre – 27 settembre | Basilea           | Svizzera       | ORBIT/COMDEX Europe 2003                  | 177 |
| 2003 | 17 novembre – 20 novembre   | Las Vegas         | Stati Uniti    | COMDEX/Fall 2003                          | 178 |
| 2004 | 20 gennaio – 22 gennaio     | Göteborg          | Svezia         | COMDEX/Scandinavia 2004                   | 179 |
| 2004 | 14 marzo – 17 marzo         | Gedda             | Arabia Saudita | COMDEX/Saudi Arabia 2004                  | 180 |
| 2004 | 16 agosto – 19 agosto       | Seul              | Corea del Sud  | COMDEX/Korea & NetWorld+INTEROP 2004      | 181 |
| 2004 | 17 agosto – 20 agosto       | San Paolo         | Brasile        | COMDEX/Sucesu-SP Brazil 2004              | 182 |
| 2004 | 22 settembre – 25 settembre | Basilea           | Svizzera       | ORBIT/COMDEX Europe 2004                  | 183 |
| 2004 | 2 novembre – 4 novembre     | Atene             | Grecia         | COMDEX/Greece 2004                        | 184 |
| 2005 | 18 novembre – 20 novembre   | Atene             | Grecia         | dte-COMDEX/Greece 2005                    | 185 |